# Parco di Monserrato
Il parco di Monserrato è un'area verde di Sassari, situata nella periferia sud-occidentale della città, che si estende su un'area di circa 6 ettari.
Grazie a un intervento di restauro conservativo è stato riportato all'antico splendore e riaperto ai cittadini.
Nel luglio del 2008 è stato inaugurato anche un parcheggio interrato e nel maggio del 2009 sono stati aperti un bar e un ristorante.

## Storia
Nel Seicento i primi proprietari della tenuta, all'epoca molto più estesa rispetto ad oggi, furono i Navarro, commercianti spagnoli che si trasferirono da Valencia in Sardegna.
Nel 1758 la proprietà passò, tramite eredità, al nobile Cosimo Deliperi che a sua volta la lasciò al figlio Giacomo. Quest'ultimo in seguito alla fusione della Sardegna con il Piemonte, divenne il primo sindaco di Sassari.
Nel 1856 la tenuta fu acquistata da Giommaria Lado, un ricco possidente della nobiltà di Ozieri, sposato con Speranza Deliperi, discendente di Cosimo, ma dopo circa dieci anni venne ceduta a Giovanni Antonio Sanna.
Proprio a quest'ultimo si devono vari miglioramenti come l'ingrandimento della casa e l'aggiunta di varie opere architettoniche nel parco, come il Tempietto delle acque e il Ninfeo. Grazie a un'ingegnosa opera idraulica, realizzò un migliore approvvigionamento dell'acqua a uso potabile e un più razionale sistema di irrigazione.
Alla morte di G.A. Sanna, nel 1875, il Barone Giuseppe Giordano Apostoli venne in possesso del parco.
Quest'ultimo vi inserì alcune strutture in stile neogotico come la Torre di caccia e la vasca del Belvedere.
Il 16 febbraio 1921, il parco di Monserrato venne acquistato dal Marchese di Suni della Planargia, ma con la morte di quest'ultimo e a partire dal secondo dopoguerra, il parco iniziò a subire un lungo processo di decadimento e abbandono protrattosi fino ai giorni nostri quando, a fine anni novanta, si cominciò a pensare di salvare un luogo così unico in tutto il territorio sassarese, sia per il valore naturalistico, sia per quello storico e architettonico.

## Descrizione
Il parco è adagiato lungo una conca naturale ed è attraversato da alcuni viali principali, ciascuno di un tema vegetazionale differente. Si può attraversare il viale dei Tigli, il viale dei Lecci e dei Carrubi, il viale dei Cipressi e quello dei Pini.
In posizione baricentrica rispetto al parco, sei isole di coltivazione, divise da piccoli vialetti, ospitano svariate piante di arancio.

## Galleria d'immagini

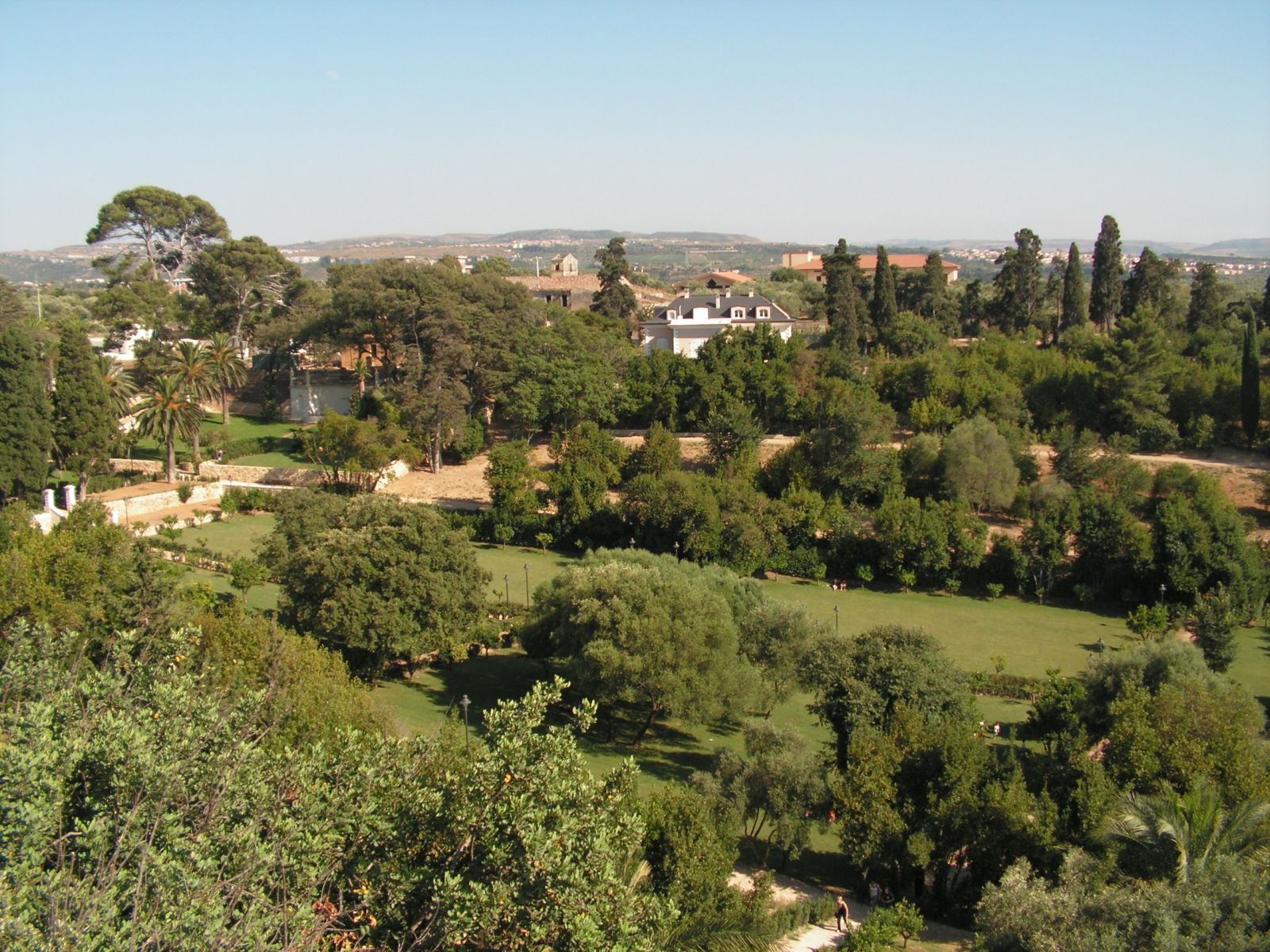
Vista del parco dalla torre panoramica
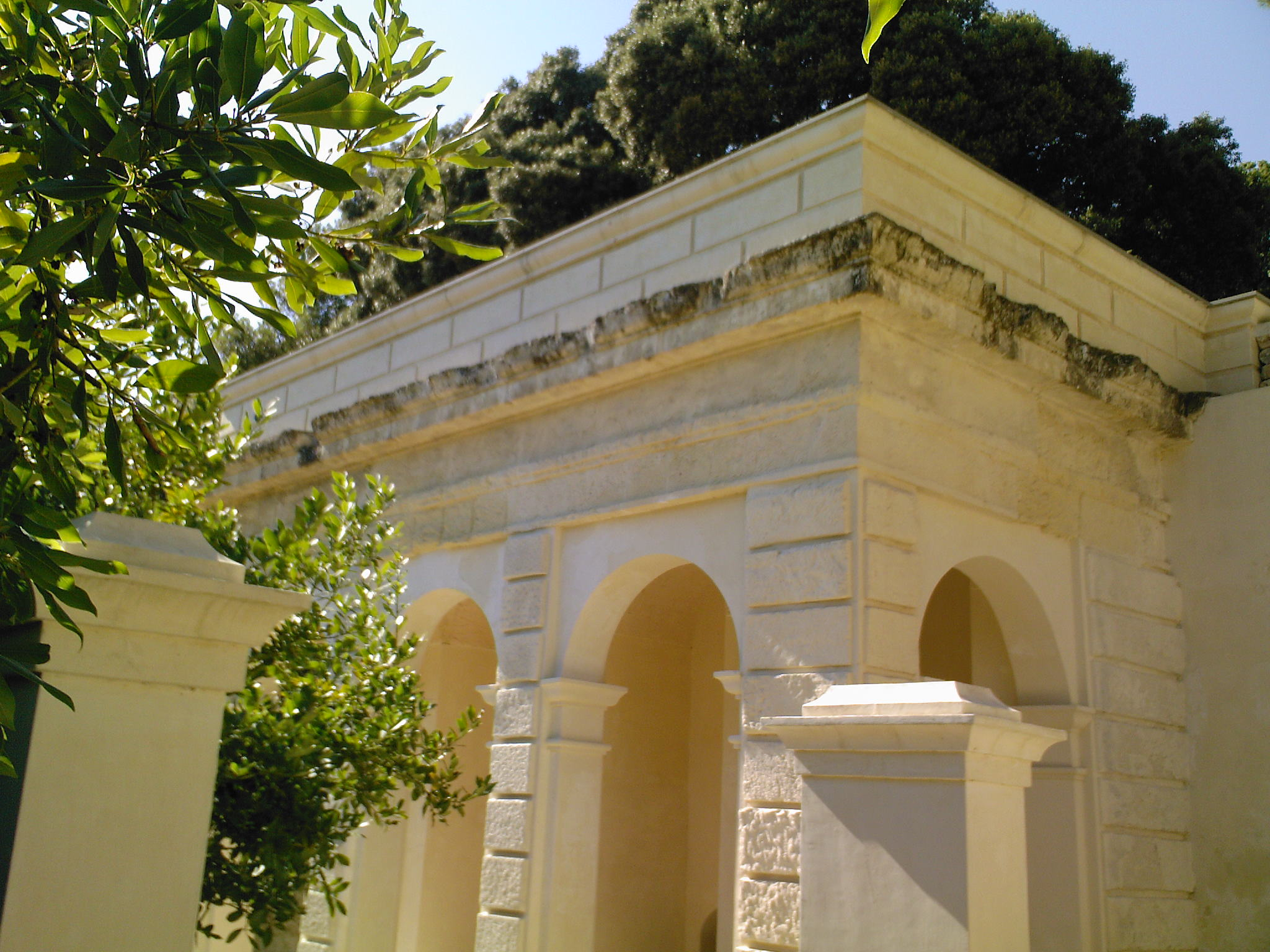
Tempietto delle acque.
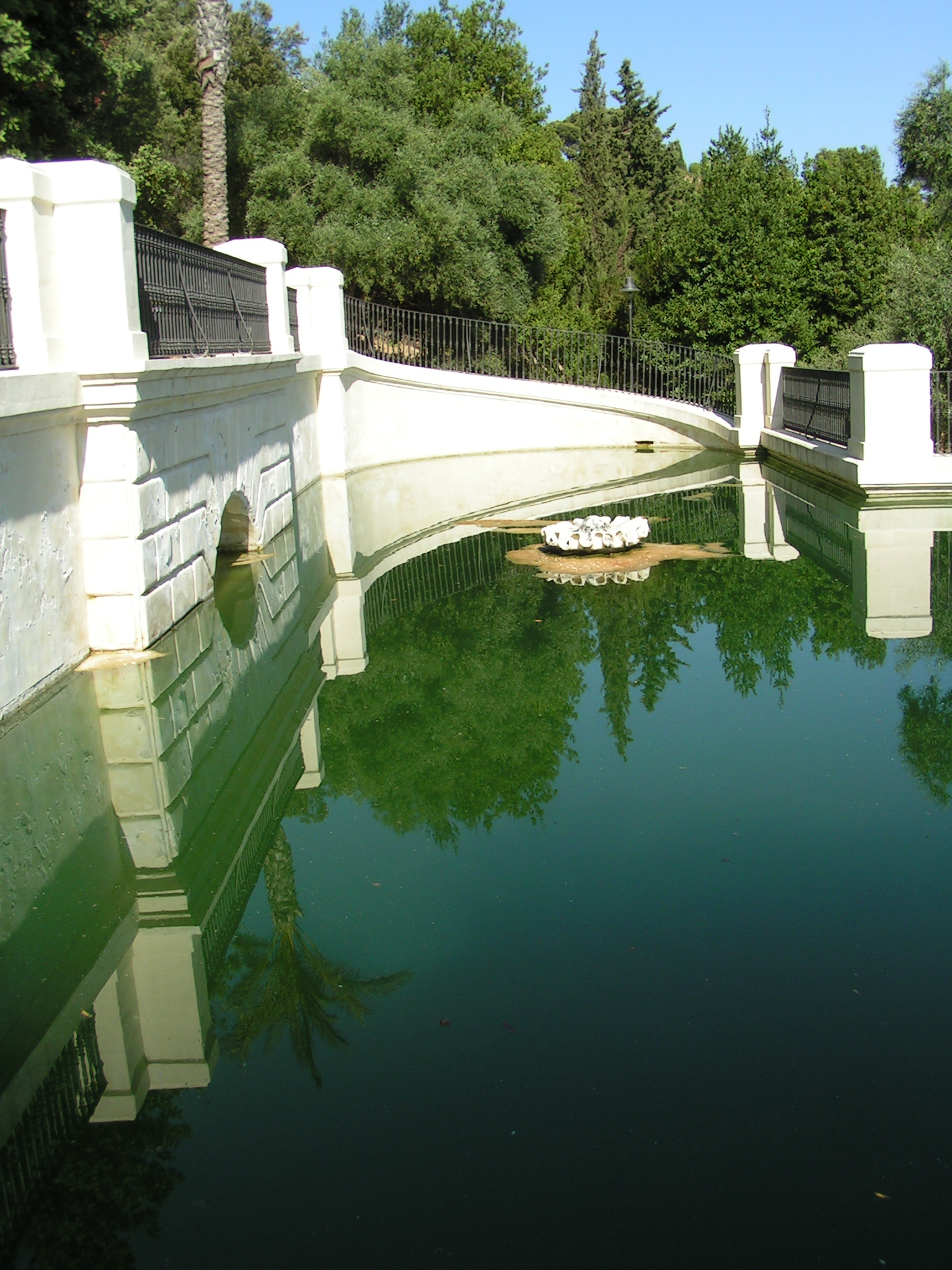
Una delle fontane del parco.
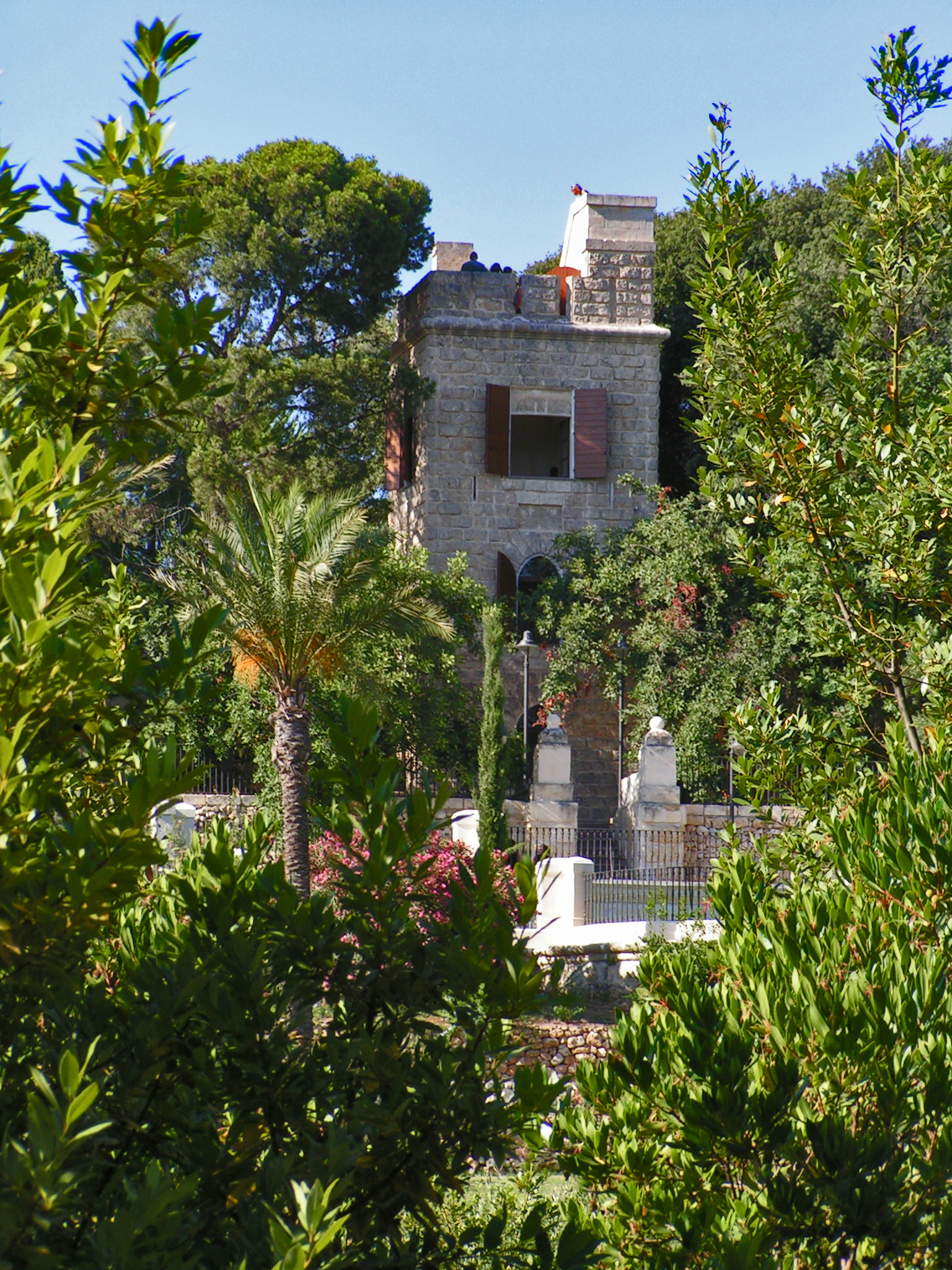
La torre di caccia.